# Инверно-э-Монтелеоне
Инверно-э-Монтелеоне (итал. Inverno e Monteleone) — коммуна в Италии, находится в регионе Ломбардия, в провинции Павия.
Население составляет 1142 человека (2008), плотность населения составляет 127 чел./км². Занимает площадь 9 км². Почтовый индекс — 27010. Телефонный код — 0382.
Покровителем коммуны почитается святой Иоанн Предтеча, празднование 24 июня. 

## Демография
Динамика населения:

## Администрация коммуны
- Официальный сайт: http://www.comune.invernoemonteleone.pv.it/